# Vatica chinensis
Vatica chinensis là một loài thực vật thuộc họ Dipterocarpaceae. Loài này có ở Ấn Độ và Sri Lanka.

## Hình ảnh

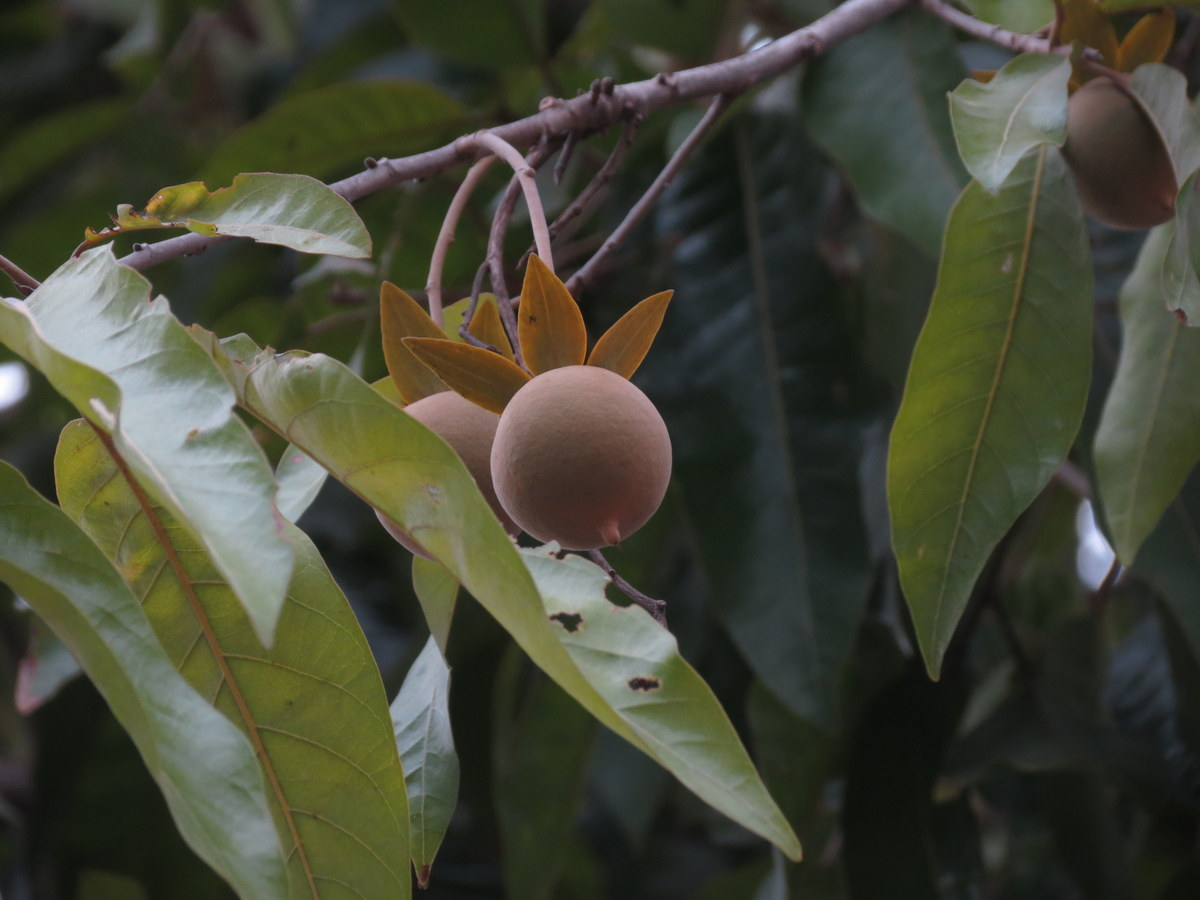
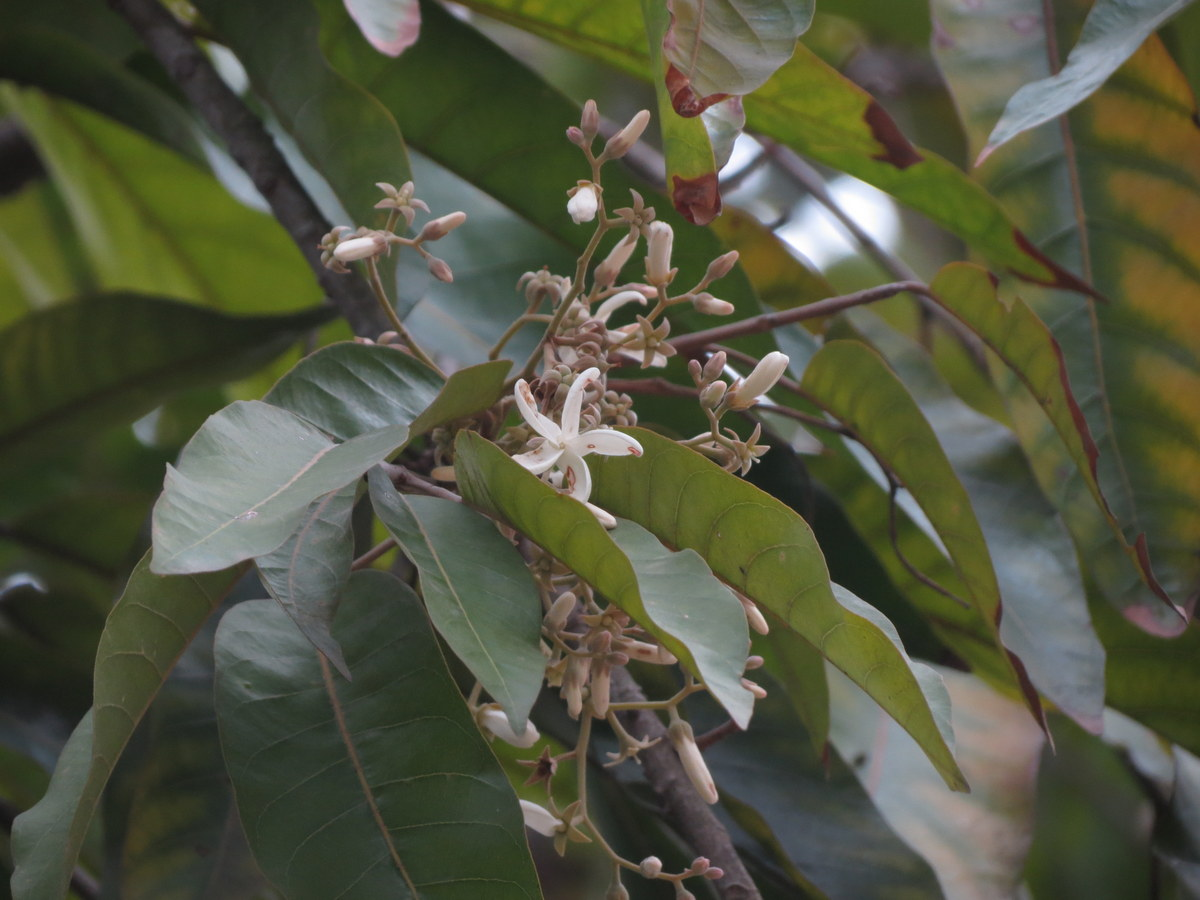
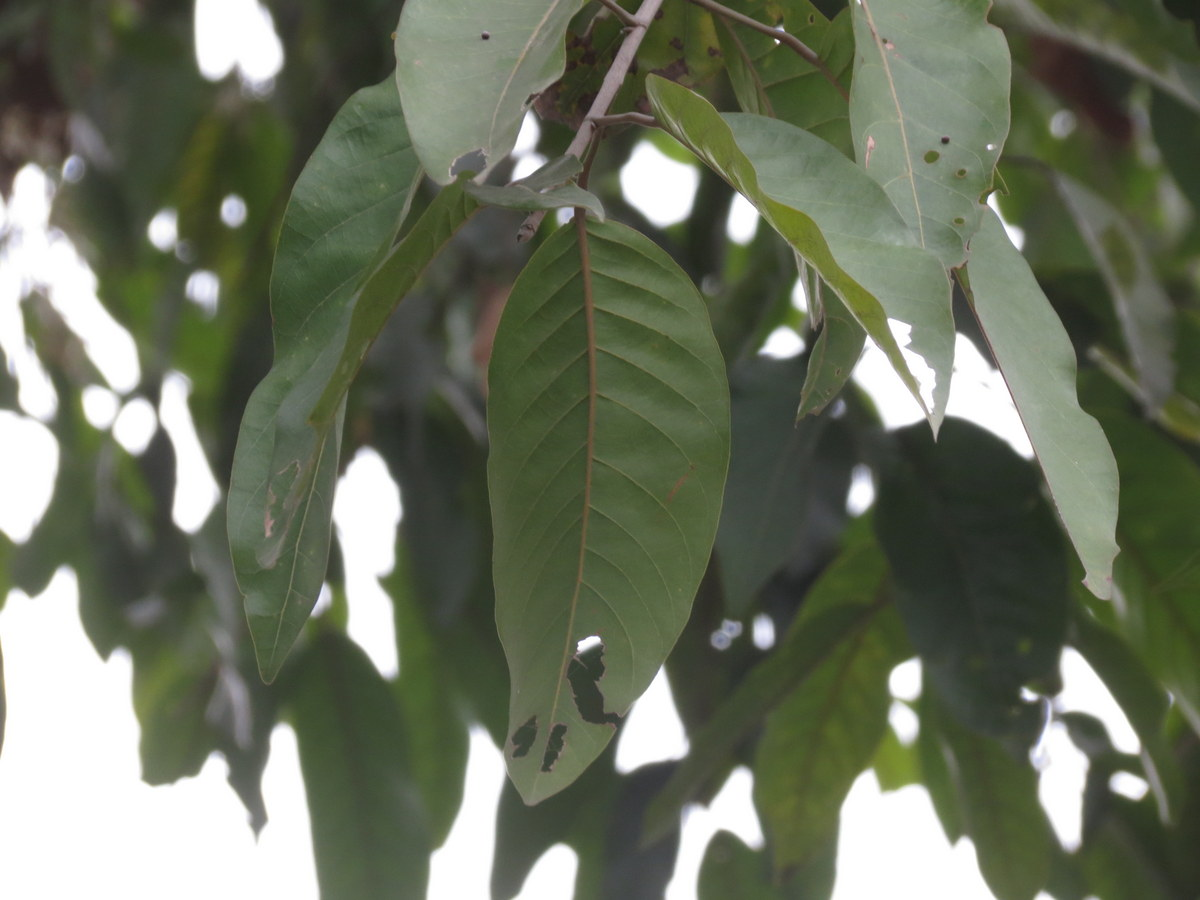
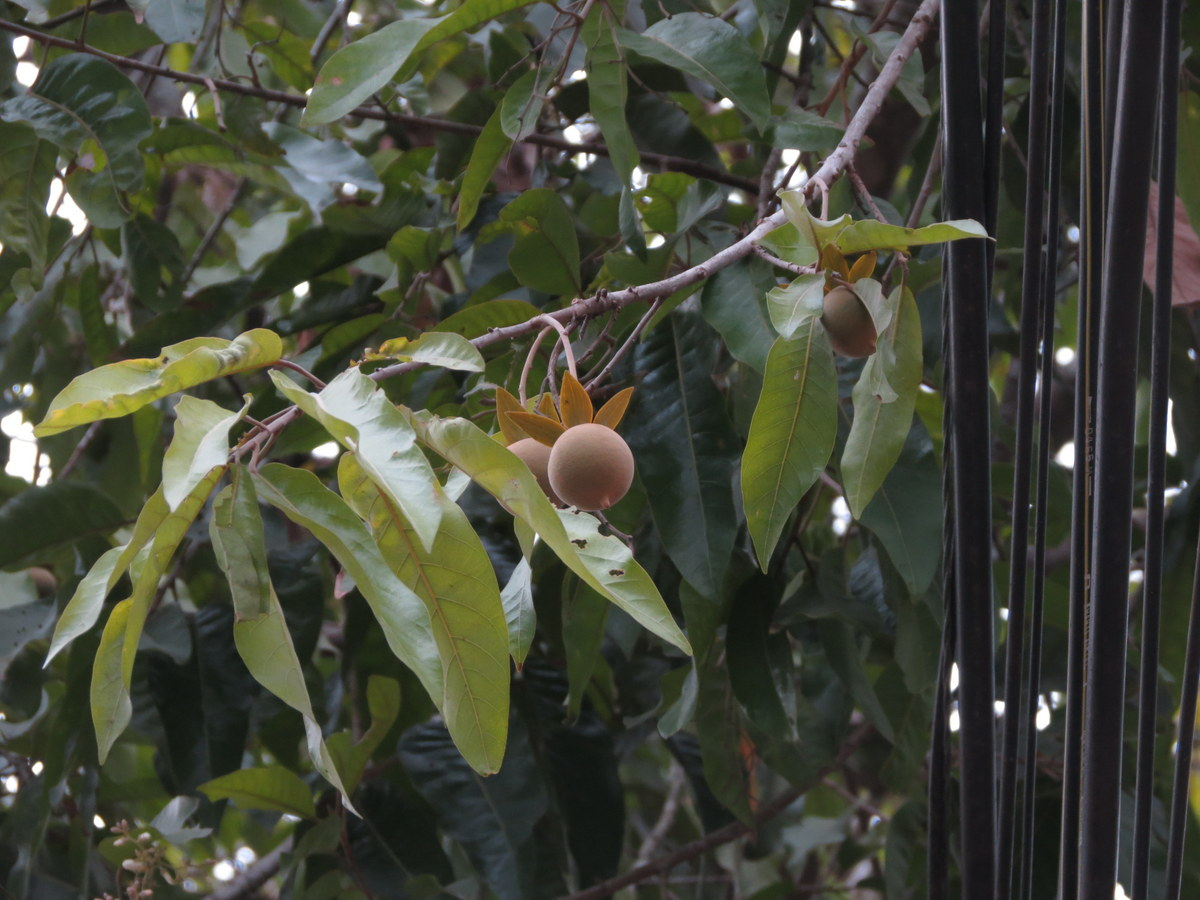